# Elección para gobernador de Nuevo México de 1994
La elección para gobernador de Nuevo México de 1994 tuvo lugar el 8 de noviembre. En las elecciones generales, Gary Johnson (republicano) fue elegido gobernador con el 49.82% de los votos contra el 39.92% del candidato demócrata, Bruce King, quien iba por la reelección. En tercer lugar quedó Roberto Mondragón, del Partido Verde.

## Primaria republicana

### Candidatos
- David Cargo, exgobernador y exrepresentante estatal
- Dick Cheney, representante estatal
- John Dendahl, exsecretario de Desarrollo Económico y Turismo de Nuevo México
- Gary Johnson, empresario

### Resultados
|  | 34.48 % |

|  | 33.11 % |

|  | 19.35 % |

|  | 13.01 % |

|  | 100 % |

## Primaria demócrata
King enfrentó una dura campaña hacia la nominación, siendo desafiado por el actual vicegobernador Casey Luna, quien tuvo una pelea con King en 1993 por el rechazo de King a darle a Luna un papel más importante en su administración. El excomisionado de Tierras Públicas de Nuevo México, Jim Baca, también se enfrentó a King.

### Candidatos
- Jim Baca, exdirector de la Oficina de Administración de Tierras de los EE. UU. y ex Comisionado de Tierras Públicas de Nuevo México
- Bruce King, gobernador de Nuevo México
- Casey Luna, vicegobernador de Nuevo México

### Resultados
|  | 38.83 % |

|  | 36.45 % |

|  | 24.72 % |

|  | 100 % |

## Encuestas
| Fecha(s) de realización | Fuente de la encuesta    | Bruce King (D) | Gary Johnson (R) |
| ----------------------- | ------------------------ | -------------- | ---------------- |
| octubre/1994            | The Santa Fe New Mexican | 35%            | 40%              |
| noviembre/1994          | Albuquerque Journal      | 34%            | 46%              |

## Resultados
|  | 49.81 % |

|  | 39.92 % |

|  | 10.26 % |

|  | 100 % |

|  | 65.53 % |